# Штампарија у Бачком Петровцу
Штампарија у Бачком Петровцу је штампарија војвођанских Словака основана 1919. године.

## Историјат
Након 1918. године, у новоствореној Краљевини СХС, Бачки Петровaц је постао средиште културног живота Словака у Војводини. Зато је и овде настала идеја о оснивању словачке штампарије. Дана 22. децембра 1918. године одржана је седница којој су присуствовали водећи грађани Петровца, предвођени Јаном Чајком. Одлучено је да ће штампарија бити деоничарско друштво, а да ће све издатке за припрему рада финансирати Петровачка штедионица. Потом је расписано 1.000 акција за продају у вредности од 100 круна. Одзив је био одличан, па су деонице куповали не само становници Петровца, већ и других места у Војводини са значајном словачком популацијом - Кулпина, Гложана, Силбаша, Пивница, Кисача, Старе Пазове и Ердевика. Штампарију су финансијски подржали и југословенски Словаци из САД. Оснивачка скупштина одржана је у Петровцу 8. фебруара 1919. године. Штампарија је свечано отворена 28. августа 1919. године на Словачким народним свечаностима у Бачком Петровцу.
Улога штампарије била је да обезбеди штампану реч за војвођанске Словаке. Први часопис Зора је штампан октобра 1919. године. У првој години рада изашао је Буквар за 1. разред основних школа, Читанка за 3. и 4. разред основних школа (приредио Штефан Квас), Мали катехизам, Сликовни буквар за словачке народне школе (приредили Марија Руснак и Јан Подхрадски млађи), Словачки читанка за 2. разред народних школа (приредили Дарина Виест и Владимир Мичатек). У међуратом периоду у штампарији излазе листови Долноземски Словак (до 1920), Народна једнота (1920-1941), Фрчка (1920-1923), Хевис (1926), Народни календар...
Први директор штампарије био је службеник Петровачке штедионице Андреј Лабат, који је завршио штампарски занат у Словачкој, у штампарији Карола Салве у Ружомберку. На челу штампарије Лабат је остао све до смрти 1934. године. Потом је уследила криза која је разрешена тако што је Матица словачка у Југославији, пошто је прикупила финансијска средства од својих чланова и присталица, откупила већински пакет акција Штампарије. Издавачка делатност је настављена све до укидања Матице 1948. године. Потом је штампарија преименована у Издавачко-штампарско предузеће Култура. Године 1944. основано је Новинско-издавачка установа Хлас људу, која је 1952. године придружена Штампарији Култура. Тако је формирано Новинско-издавачко предузеће Обзор са седиштем у Бачком Петровцу, које је имало три радна одељења: Хлас људу – издавање новина и часописа, Творба – издавање штампе и књига за децу на словачком језику и Култура – штампа властитих и других издања.
Новинско-издавачки део Обзора, у оквиру којег су излазиле новине Хлас људу, преселио се у Нови Сад, у зграду Дневника 1967. године, где му је  и данас седиште. Као самостални субјекат са статусом правног лица, Хлас људу постоји од 1989. године, када се од радног састава Обзор најпре одвојила издавачка делатност (Творба), а касније и новинска (Хлас људу).
У процесу приватизације крајем 2005. године, Штампарију Култура преузела је Неографија из Мартина (Словачка).
Издвајањем од Акционарског друштва Култура у Бачком Петровцу, 1. јануара 2007. године основан је Словачки издавачки центар (Slovenské vydavateľské centrum). Ова установа се бави издавањем словачких часописа, месечника, магазина, а пре свега књига на словачком језику и то у неколико едиција.

## Галерија
- Акција Штампарије у Бачком Петровцу (1920)
- Долноземски Словак (1918)
- Фрчка (1921)
- Народни календар (1925)
- Хевис (1926)
- Народна једнота (1929)